# Fort de San Felipe de Rionegro
Le fort de San Felipe de Rionegro, ou plus simplement fort de San Felipe, est une fortification militaire située dans le corregimiento de San Felipe, en Colombie. Construit à partir de 1755 sous les ordres de l'ingénieur José Gabriel Clavero, ce fort occupe un site stratégique au niveau du cours supérieur du río Negro. Ce fort permet, durant la période coloniale, aux Espagnols de se défendre des Portugais qui les attaquent depuis le Brésil en passant par le río Negro.
Il acquiert le statut de monument national via la résolution no 964 du 22 juin 2001.